# Совет Министров Казахской ССР (1947)
Список Совета Министров Казахской ССР образованного 21 марта 1947 г. постановлением Верховного Совета Казахской ССР.

## Руководство
1. Председатель Совета Министров Казахской ССР — Ундасынов, Нуртай Дандыбаевич.
2. Заместитель Председателя Совета Министров Казахской ССР — Заговельев, Александр Петрович.
3. Заместитель Председателя Совета Министров Казахской ССР — Кунаев, Динмухамед Ахметович.
4. Заместитель Председателя Совета Министров Казахской ССР — Шарипов, Исагали.
5. Заместитель Председателя Совета Министров Казахской ССР и Председатель Государственной плановой комиссии Казахской ССР — Тажиев, Ибрагим Тажиевич.
6. Заместитель Председателя Совета Министров Казахской ССР — Забежанский, Натан Хаимович.
7. Заместитель Председателя Совета Министров Казахской ССР — Нурумбаева, Махфуза Сапаровна.
8. Заместитель Председателя Совета Министров Казахской ССР — Джангозин, Джакип-Бек.

## Министры
1. Министр иностранных дел Казахской ССР — Тажибаев, Тулеген Тажибаевич.
2. Министр пищевой промышленности Казахской ССР — Бутин, Мажекен Есенович.
3. Министр рыбной промышленности Казахской ССР — Саубенов, Габбас Баймухамедович.
4. Министр мясной и молочной промышленности Казахской ССР — Едыгенов, Казтай Едыгенович.
5. Министр легкой промышленности Казахской ССР — Иржанов, Амир Иржанович.
6. Министр текстильной промышленности Казахской ССР — Пелевин, Виктор Михайлович.
7. Министр лесной промышленности Казахской ССР — Урашев, Аип Урашевич.
8. Министр сельского хозяйства Казахской ССР — Даулбаев, Ахмет Дакишевич.
9. Министр совхозов Казахской ССР — Кистауов, Ахметбек Мухамедьярович.
10. Министр финансов Казахской ССР — Шугайло, Иван Авксентьевич.
11. Министр внутренних дел Казахской ССР — Пчелкин, Афанасий Афанасиевич.
12. Министр государственной безопасности Казахской ССР — Бызов, Алексей Петрович.
13. Министр юстиции Казахской ССР — Нурбаев, Мырзыкадыр.
14. Министр здравоохранения Казахской ССР — Чесноков, Семен Алексеевич.
15. Министр просвещения Казахской ССР — Сембаев, Абдыхамит Ибнеевич.
16. Министр местной промышленности Казахской ССР — Нагаев, Борис Данилович.
17. Министр местной топливной промышленности Казахской ССР — Утембаев, Аббас Омарович.
18. Министр коммунального хозяйства Казахской ССР — Эпиктетов, Сергей Фёдорович.
19. Министр автомобильного транспорта Казахской ССР — Гаврилов, Иван Григорьевич.
20. Министр социального обеспечения Казахской ССР — Кисанов, Атымтай.
21. Министр водного хозяйства Казахской ССР — Юсупов, Исмаил Абдурасулович.
22. Министр промышленности строительных материалов Казахской ССР — Морозов, Яков Епифанович.
23. Министр кинематографии Казахской ССР — Якупов, Валий Якупович.

## Председатели и начальники
1. Начальник Управления по делам искусств при Совете Министров Казахской ССР — Ахметов, Сагинтай Ахметович.
2. Председатель Комитета по делам культурно-просветительных учреждений при Совете Министров Казахской ССР — Утеев, Ахмет Утеевич.
3. Начальник Главного дорожного Управления при Совете Министров Казахской ССР — Буданцев, Юст Андрианович.